# Brušnjak (Sit)
Brušnjak je nenaseljeni otočić u hrvatskom dijelu Jadranskog mora.
Njegova površina iznosi 0,165 km². Dužina obalne crte iznosi 1,99 km.